# اسکوت مک‌نری
اسکوت مک‌نری (به انگلیسی: Scoot McNairy) (زاده ۱۱ نوامبر ۱۹۷۷) بازیگر آمریکایی است.
از فیلم‌هایی که او در آن بازی کرده‌است، می‌توان به عواقب، بدون توقف، ماشین جنگ، دریای سیاه، دختر گم‌شده، فرانک، محرمانه مدرسه هنر، بخش‌هایی که از دست می‌دهی، سرزمین عجایب، لمسی احساسی و روزی روزگاری در هالیوود اشاره کرد.